# Гнійні тільця

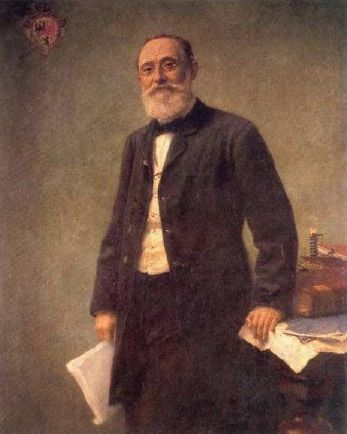
Рудольф Вірхов, картина Хуго Воґа

Гнійні тільця (лат. - Corpuscula purulenta), англ. - Pus corpuscules, Dead neutrophils, нім. - Eiter Körperchen)  — термін, який застосовується в медицині, для означення мертвих, зруйнованих під час запалення лейкоцитів — одного з трьох основних компонентів гною.

## Походження терміна
Запровадження терміна гнійні тільця пов'язують з іменем Рудольфа Вірхова (нім. - Rudolf Ludwig Karl Virchow) — німецького дослідника, що створив вчення про целюлярну (клітинну) патологію. Виходячи зі свого знаменитого положення «omnis cellula е cellula», (лат. - всяка клітина з клітини) він стверджував, що, при подразненні тканинних клітин, останні сприймають більше поживного матеріалу, причому вони не тільки збільшуються в обсязі, а й розмножуються, утворюючи так звані гнійні тільця, які, на думку Вірхова, суть не що інше, як продукт розмноження сполучно-тканинних осілих клітин. Подальші дослідження показали, що вчення Вірхова про характер і походження гнійних тілець є хибним.

## Властивості
Гнійні тільця — це лейкоцити крові (нейтрофіли, лімфоцити, моноцити) в різних стадіях пошкодження і розпаду. На думку більшості дослідників термін перетворення лейкоцита в тракті запалення у гнійне тільце становить 12 год., основна причина — втрата глікогену. Пошкодження протоплазми гнійних тілець помітне у вигляді появи в них великої кількості вакуолей, порушення контурів протоплазми і стирання кордонів між гнійним тільцем і навколишнім середовищем. При спеціальному забарвленні в гнійних тільцях виявляється велика кількість глікогену і крапельок жиру. Поява вільного глікогену і жиру в гнійних тільцях є наслідком порушення комплексних полісахаридних і білково-ліпоїдний сполук у протоплазмі лейкоцитів. Ядра гнійних тілець ущільнюються (пікноз) і розпадаються на частини (каріорексис). Спостерігаються також явища набухання і поступового розчинення ядра або його частин у гнійному тільці (каріолізис). Розпад ядер спричиняє значне збільшення в гної кількості нуклеопротеїдів і нуклеїнових кислот . У свіжому гної вони мають овальну форму, у старому — змінені, в різних станах жирового переродження та розпаду.
Гнійні тільця формують основну масу гною. Оскільки вони містять глікоген, а при тривалих нагноєннях і крапельки жиру, це часто надає гною і стінкам гнійників світло-жовтого відтінку. У гнійних тільцях доведено також існування протеїдів («гіалінова» субстанція Rovida), що зумовлюють властивість гною в розчині кухонної солі іноді перетворюватися на слизоподібну масу: ось чому (напр. в сечовому міхурі при циститі) гній може зазнавати перетворення на слиз.